# NGC 1513
NGC 1513 (другое обозначение — OCL 398) — рассеянное звёздное скопление в созвездии Персея.
Этот объект входит в число перечисленных в оригинальной редакции «Нового общего каталога».
В 2002 году было измерено собственное движение 333 звёзд, и 33 из них с высокой степенью вероятности были определены как члены скопления. Возраст скопления оценен как 254 млн лет.